# 200 m stylem dowolnym

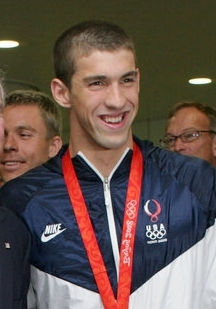
Mistrz olimpijski z Pekinu na dystansie 200 m stylem dowolnym, Michael Phelps

200 m stylem dowolnym – konkurencja należąca do średnich dystansów w tym stylu. Jest rozgrywana na igrzyskach olimpijskich.

## Mistrzostwa Polski
Obecny mistrz Polski:
- Kamil Sieradzki (2021)[1]

Obecna mistrzyni Polski:
- Aleksandra Polańska (2021)[2]

## Mistrzostwa świata(basen 50 m)
Obecny mistrz świata:
- David Popovici (2022)

Obecna mistrzyni świata:
- Yang Junxuan (2022)

## Mistrzostwa świata(basen 25 m)
Obecny mistrz świata:
- Hwang Sun-woo (2021)

Obecna mistrzyni świata:
- Siobhan Haughey (2021)

## Mistrzostwa Europy
Obecny mistrz Europy:
- Martin Malutin (2021)

Obecna mistrzyni Europy:
- Barbora Seemanová (2021)

## Letnie igrzyska olimpijskie
Obecny mistrz olimpijski:
- Thomas Dean (2021)

Obecna mistrzyni olimpijska:
- Ariarne Titmus (2021)

## Rekordy Polski, Europy i świata (basen 50 m)
|           | Imię i nazwisko     | Czas    | Miejsce ustanowienia | Data             |         |         |
| Kobiety   | Kobiety             | Kobiety | Kobiety              | Kobiety          | Kobiety | Kobiety |
| --------- | ------------------- | ------- | -------------------- | ---------------- | ------- | ------- |
| WR        | Federica Pellegrini | 1:52,98 | Rzym (Włochy)        | 29 lipca 2009    |         |         |
| ER        | Federica Pellegrini | 1:52,98 | Rzym (Włochy)        | 29 lipca 2009    |         |         |
| RP        | Otylia Jędrzejczak  | 1:57,15 | Budapeszt (Węgry)    | 3 sierpnia 2006  |         |         |
| Mężczyźni |                     |         |                      |                  |         |         |
| WR        | Paul Biedermann     | 1:42,00 | Rzym (Włochy)        | 28 lipca 2009    |         |         |
| ER        | Paul Biedermann     | 1:42,00 | Rzym (Włochy)        | 28 lipca 2009    |         |         |
| RP        | Kacper Majchrzak    | 1:46,19 | Tajpej (Tajwan)      | 22 sierpnia 2017 |         |         |

## Rekordy Polski, Europy i świata (basen 25 m)
|           | Imię i nazwisko    | Czas    | Miejsce ustanowienia | Data              |         |         |
| Kobiety   | Kobiety            | Kobiety | Kobiety              | Kobiety           | Kobiety | Kobiety |
| --------- | ------------------ | ------- | -------------------- | ----------------- | ------- | ------- |
| WR        | Siobhan Haughey    | 1:50,31 | Abu Zabi (ZEA)       | 16 grudnia 2021   |         |         |
| ER        | Sarah Sjöström     | 1:50,43 | Eindhoven (Holandia) | 12 sierpnia 2017  |         |         |
| RP        | Otylia Jędrzejczak | 1:54,39 | Helsinki (Finlandia) | 10 grudnia 2006   |         |         |
| Mężczyźni |                    |         |                      |                   |         |         |
| WR        | Paul Biedermann    | 1:39,37 | Berlin (Niemcy)      | 15 listopada 2009 |         |         |
| ER        | Paul Biedermann    | 1:39,37 | Berlin (Niemcy)      | 15 listopada 2009 |         |         |
| RP        | Kacper Majchrzak   | 1:41,62 | Berlin (Niemcy)      | 7 sierpnia 2017   |         |         |